# Sunny Isles Beach
Sunny Isles Beach é uma cidade localizada no estado americano da Flórida, no condado de Miami-Dade. Foi incorporada em 1997.

## Geografia
De acordo com o United States Census Bureau, a cidade tem uma área de 4,7 km², onde 2,6 km² estão cobertos por terra e 2,1 km² por água.

### Localidades na vizinhança
O diagrama seguinte representa as localidades num raio de 8 km ao redor de Sunny Isles Beach.

## Demografia
Segundo o censo nacional de 2010, a sua população é de 20 832 habitantes e sua densidade populacional é de 7 885,6 hab/km². É a cidade mais densamente povoada da Flórida. Possui 18 984 residências, que resulta em uma densidade de 7 186 residências/km².

## Geminações
A cidade de Sunny Isles Beach é geminada com as seguintes municipalidades:
- Taormina, Sicília, Itália
- Hengchun, Condado de Pingtung, Taiwan
- Netanya, Distrito Central, Israel